# Estadio La Paz
El Estadio La Paz es una cancha de usos múltiples localizada en Malabo, Guinea Ecuatorial. Este estadio es actualmente usado generalmente para partidos de fútbol.
Este estadio posee una capacidad para 10 000 espectadores.
Histórica infraestructura de la ciudad, ha servido por décadas como espacio de usos múltiples, incluyendo celebraciones religiosas, folclóricas, sociales..., incluyendo los actos por la independencia en 1968.
En 1961 albergó un partido (10-0) entre el Real Club Deportivo Español de Barcelona, con Ricardo Zamora como entrenador, y la selección de Santa Isabel.
- Datos: Q5848079